# Elecciones municipales de Portugal de 2013
Las elecciones municipales de Portugal de 2013 tuvieron lugar el día 29 de septiembre de 2013.

## Expectativas
Ante las políticas de austeridad llevadas a cabo por el gobierno del partido socialdemócrata, mandados por la Unión Europea, se esperaba que recibiesen una pérdida del respaldo de los ciudadanos de Portugal.

## Resultados
Los 308 ayuntamientos fueron repartidos políticamente de la siguiente forma:
- El PSD salió elegido en 107 ayuntamientos.
- El Partido Socialista salió elegido en 149 ayuntamientos.
- En 6 ayuntamientos salieron elegidos candidatos independientes.
- Los 46 ayuntamientos restantes se repartieron entre distintos partidos políticos.